# Mediometraggio
Un mediometraggio è un film breve di durata inferiore al lungometraggio e superiore al cortometraggio, oppure, genericamente, un film di durata media a carattere documentaristico o amatoriale.

## Definizione
La durata effettiva viene compresa da alcuni fra i 30 e i 40 minuti, da altri intorno ai 45 minuti. Il Festival dei popoli assegna il premio al miglior mediometraggio a film della durata compresa tra i 31 e i 60 minuti, così come il Festival du cinéma de Brive. Tuttavia, secondo la normativa italiana, fino alla durata di 75 minuti un film può essere definito cortometraggio (se non ha natura di spot pubblicitario). Inoltre, secondo la definizione della legge sul credito di imposta per le opere televisive e le opere web, un film fino alla durata di 52 minuti è ancora considerato un cortometraggio, e le opere di durata superiore vengono definite lungometraggi, senza specificare la definizione di mediometraggio.